# 塔拉西夫希納
塔拉西夫希納（烏克蘭語：Тарасівщина），是烏克蘭中北部基輔州布恰区布恰市镇内的村落，面積1.2平方公里，海拔高度140米，2001年人口363，人口密度每平方公里302.5人。